# Ospitale di Cadore
Ospitale di Cadore és un municipi italià, dins de la província de Belluno. L'any 2007 tenia 365 habitants. Limita amb els municipis de Castellavazzo, Cibiana di Cadore, Erto e Casso (PN), Forno di Zoldo, Perarolo di Cadore i Valle di Cadore.

## Administració
| Període | Identitat     | Partit        |
| ------- | ------------- | ------------- |
| 2004-   | Livio Sacchet | Llista cívica |